# Nóra Wentzel
Nora Wentzel (ur. 12 stycznia 2001) – węgierska koszykarka grająca na pozycji silnej skrzydłowej. 
W sezonie 2023/2024 zawodniczka polskiego klubu Basket Ligi Kobiet – AZS AJP Gorzów Wielkopolski.

## Osiągnięcia
Drużynowe
- Wicemistrzyni Polski (2024)[2]